# Basilique San Carpoforo
La basilique San Carpoforo fut la première église du diocèse de Côme, et sa première cathédrale.

## Histoire
Autour de 724, Liutprand, roi des Lombards, a commandé une extension du bâtiment du début du paléo-chrétien préexistant.
Après l'an mille, à une époque de grand renouveau qui coïncidait avec la reconstruction de la troisième église de Côme, actuellement basilique Sant'Abbondio, la Basilique de San Carpoforo a été transformée par les Maestri comacini dans un style typiquement roman. Le clocher a été ajouté ainsi qu'un monastère confié d'abord aux moines bénédictins, puis à l'Ermitage Saint-Jérôme.
En 1772, à l'époque de Joseph II, le couvent fut supprimé et transformé en église paroissiale de la ville.
En 1932, il a été transféré à la nouvelle paroisse de Sainte-Brigitte, à proximité de l'ancienne gare et la basilique fut le siège d'une école religieuse. À cette occasion, les restes des premiers martyrs ont été transférés dans la nouvelle paroisse.

## Architecture
La basilique a trois nefs soutenues par des piliers rectangulaires, soutenant des arcs qui soutiennent la charpente de la nef.
À la fin de la nef se trouve un presbytère surélevé, qui est accessible par deux escaliers en pierre. Au-dessous se trouve une crypte, divisée en trois nefs par six colonnes de granit à chapiteaux.
L'autel est décoré avec du marbre polychrome baroque et entouré d'un chœur. L'autel porte sur le sarcophage de saint Félix, le premier évêque de la ville, également recouvert de marbre de couleur baroque du XVIIe siècle.